# Tectura rosacea
Tectura rosacea är en snäckart som först beskrevs av Carpenter 1864.  Tectura rosacea ingår i släktet Tectura och familjen Lottiidae. Inga underarter finns listade i Catalogue of Life.